# Judita Franković
Judita Franković Brdar (Zagreb, 14. rujna 1981.), hrvatska je kazališna, televizijska i filmska glumica.

## Životopis
Diplomirala na dvopredmetnom studiju kroatistike i komparativne književnosti na Filozofskom fakultetu Sveučilišta u Zagrebu. Glumačku edukaciju započinje 2001. u glumačkom studiju Teatra Exit pod vodstvom Simone Dimitrov-Palatinuš i nastavlja na raznim radionicama sve do danas (gluma, mima, glas/govor, ples, lutkarstvo, akrobatika) surađujući s predavačima iz Hrvatske i inozemstva. U braku je sa snimateljem Markom Brdarom.
Na 66. Pulskom filmskom festivalu dobila je Zlatnu arenu za glumačko ostvarenje za ulogu Ane u filmu Izbrisana.
Na 71. Pulskom filmskom festivalu dobila je Zlatnu arenu za glumicu u sporednoj ulozi za ulogu Note u filmu “Sveta obitelj” Vlatke Vorkapić.

## Filmografija

### Kazališne uloge
- "Titon" kao Eoja,umjetničke organizacije Teatar Erato i CeKaTe – Teatar na Trešnjevci (2018.)
- "Joj Hrvati!" cabaret kazališta "Luda kuća" (2019.)
- "Važnije polovice" predstava produkcija teatra "Mašina igre", Teatar ITD (2019.)
- "Potpuni stranci" predstava kazališta "Luda kuća" (2020.)

### Televizijske uloge
- "Kad zvoni?" kao Sanja (2005.)
- "Operacija Kajman" kao tajnica (2007.)
- "Bitange i princeze" kao Larisa (2008.)
- "Bibin svijet" kao Silvija (2010.)
- "Loza" kao Ana (2011.)
- "Počivali u miru" kao Lucija Car (2013. – 2017.)
- "Metropolitanci" kao Sabina Bilić (2022.)

### Filmske uloge
- "Tri ljubavne priče" kao Zlata (2006.)
- "Pričaj mi o ljubavi" kao Cintija/Katarina (2007.)
- "Penelopa" kao Buga (2007.)
- "Hunger" kao sramežljiva djevojka (2007.)
- "Libertango" kao Helena (2009.)
- "Majka asfalta" kao Iva (2010.)
- "Ćaća" kao kćer (glavna uloga) (2011.)
- "Once upon a winter's night" (2012.)
- "Sonja i bik" kao Sonja (glavna uloga) (2012.)
- "Zagrebačke priče" (2012.)
- "Djeca jeseni" kao Lidija Morić (2012.)
- ”Sveta obitelj” kao Nota (2023.)

### Sinkronizacija
- "Pinky Dinky Doo" kao Ružica Šarenić
- "Dinotopia" (2002.)
- "Dinotopia 2" (2002.)
- "Dinotopia 3" (2002.)
- "Izbavitelji" kao Kate (2004.)
- "Traktor Tom" kao Fi (2007.)
- "Pčelin plan" kao Joey, Pistill i starješina #3 (2007.)
- "Horton" kao dr. Žužu (2008.)
- "Merida hrabra" kao Merida (2012.)
- "Ekipa za 6" kao Honey Lemon (2014.)
- "Kod kuće" kao Lucy Tucci (2015.)
- "Izvrnuto obrnuto" kao Sreća (2015.)
- "Balerina i Viktor" kao Odette (2016.)

## Vanjske poveznice
- Judita Franković u internetskoj bazi filmova IMDb-u (engl.)
- Stranica na Mala-scena.hr  Arhivirana inačica izvorne stranice od 24. svibnja 2013. (Wayback Machine)